# Emblyna crocana
Emblyna crocana là một loài nhện trong họ Dictynidae.
Loài này thuộc chi Emblyna. Emblyna crocana được Ralph Vary Chamberlin miêu tả năm 1948.